# Салатов, Виктор Арсентьевич
Виктор Арсентьевич Салатов (19 января 1927, Москва — 26 сентября 2018, Ульяновск) — шлифовщик Ульяновского автомобильного завода, Герой Социалистического Труда (1966).

## Биография
Родился в Москве в рабочей семье. В 1941 году начал трудовую деятельность на Московском автомобильном заводе учеником слесаря-лекальщика. С началом Великой Отечественной войны был вместе с заводом эвакуирован в Ульяновск. Принимал участие в монтаже оборудования завода, после чего начал работать слесарем-лекальщиком, затем — шлифовщиком. Имел 6-й разряд.
Был передовиком производства, отмечен званием «Ударник коммунистического труда», знаком «Отличник социалистического соревнования», внесён в заводскую книгу почёта. Дважды, в 1961 и 1963 годах, выдвигался трудовым коллективом завода в депутаты Ульяновского областного совета, также был депутатом Ульяновского городского совета, членом горкома КПСС. Член КПСС с 1967 года.
Указом Президиума Верховного Совета СССР 22 августа 1966 года «за особые заслуги в выполнении заданий семилетнего плана, активное участие в создании конструкций и организации производства новых машин, достижение высоких производственных показателей» Салатову Виктору Арсентьевичу присвоено звание Героя Социалистического Труда с вручением ордена Ленина и золотой медали «Серп и Молот».
Вышел на пенсию в 1993 году, трудовой стаж составил более 50 лет. В дальнейшем в течение многих лет принимал участие в работе ветеранских организаций завода и региона.
Скончался в Ульяновске 26 сентября 2018 года на 92-м году жизни.

## Награды
- Герой Социалистического Труда (22.08.1966)
- Орден Ленина (22.08.1966)
- Медаль «Серп и Молот» (22.08.1966)
- Медаль «За доблестный труд в Великой Отечественной войне 1941—1945 гг.»